# ウォウテル・マリヌス
ウォウテル・マリヌス（Wouter Marinus、1995年2月18日 - ）は、オランダ・ザイトウォルデ出身のサッカー選手。FCディフェルダンジュ03所属。ポジションはMF。